# Золоте перо України
Затверджена Постановою Кабінету Міністрів України від 10 квітня 2006 р. N 469
«Про затвердження Порядку використання у 2006 році субвенції, передбаченої у державному бюджеті міському бюджету м. Севастополя для розвитку та підтримки української культури, забезпечення
функціонування української мови в усіх сферах громадського життя міста.»
Субвенція спрямовується в тому числі і на проведення мистецької акції «Золоте перо України».
Головним розпорядником субвенції та літературного конкурсу Постановою Кабінету Міністрів затверджено управління культури і туризму Севастопольської міськдержадміністрації.

## Лауреати
- В номінації «Поезія» — Проценко Володимир Миколайович, за збірку поезій «Кохання — вічний двигун життя»;
- В номінації «Проза» — Дяченко Тамара Митрофанівна, за оповідання «Гілка Шевченкового роду».